# Aaroniella badonneli
Aaroniella badonneli là một loài côn trùng thuộc họ Philotarsidae. Loài này được tìm thấy ở châu Âu (Ý, Nga và Pháp), Bắc Á (trừ Trung Quốc), cũng như Canada và Hoa Kỳ.

## Mô tả
Loài này có độ dài thân là 2,7 milimét (0,11 in) đối với con cái và 2,4 milimét (0,094 in) đối với con đực. Con cái có thể mang thai đến 38 quả trứng.

## Tên
Aaroniella badonneli được đặt tên theo André Badonnel, một nhà côn trùng học người Pháp của thế kỷ 20.